# Neuricht (Amberg)
Neuricht ist ein in der Oberpfalz gelegenes Dorf, das ein Gemeindeteil von Amberg ist.

## Lage
Der Ort befindet sich in der Region Oberpfälzer Jura und liegt in der nach Traßlberg benannten Gemarkung. Neuricht selbst ist einer von 23 Ortsteilen der kreisfreien Stadt Amberg. Die Ortsmitte der Kernstadt liegt drei Kilometer entfernt und Sulzbach-Rosenberg acht Kilometer.

## Verkehr
Die Bundesstraße 85 verläuft einen Kilometer südwestlich es Ortes und die Staatsstraße 2040 etwa 700 Meter davon. Beide Straßen sind von Neuricht aus über Gemeindeverbindungsstraßen erreichbar.

## Kultur und Sehenswürdigkeiten

### Bauwerke
Im südlichen Ortsbereich von Neuricht gibt es mit der Dorfkapelle „Heilige Familie“ ein denkmalgeschütztes Bauwerk. Ein weiteres ist ein Bildstock, der am östlichen Ortsrand liegt.